# Sony Xperia E
Il Sony Xperia E (C1504/5, 1604/5) è uno smartphone Android prodotto da Sony. Il telefono è stato messo in commercio nel mese di marzo 2013, sono disponibili due varianti, la variante single-sim e la variante dual-sim.

## Hardware
L'Xperia E è dotato di un processore Qualcomm Snapdragon S1 single core da 1 GHz. Il telefono ha una memoria interna da 750MB, con una SD Card integrata non removibile da 4 GB (di cui 2 GB disponibili all'utente) è inoltre espandibile tramite Micro SD fino a 32 GB. Il telefono dispone di una memoria RAM da 512 MB, di cui circa 409 MB disponibili per l'utente. Ha GPU Adreno 200 con clock a 245 MHz.

## Display
L'Xperia E ha un display capacitivo TFT da 3.5" resistente ai graffi con multi-touch fino a  2 dita. Il display ha una risoluzione di 320 x 480 pixel, e supporta 262,000 colori.

## Software
La versione di Android su Xperia E è la 4.1.2 Jellybean, con l'interfaccia proprietaria di Sony.

## Altre caratteristiche
Xperia E ha una fotocamera posteriore da 3.2 MP, in grado di catturare foto e video; Bluetooth v2.1 + EDR con A2DP, Assisted GPS e Wi-Fi IEEE 802.11b/g/n. Supporta la connessione dati 3G HSDPA fino a 7.2 Mbps, 2G EDGE fino a 237 kbit/s, e 2G GPRS fino 68 kbit/s.
Al momento della sospensione, il prezzo era $170 AUD per la variante single SIM.